# Teatro Ádóque
O Teatro Ádóque foi um teatro localizado no Martim Moniz em Lisboa, Portugal.
A Companhia Teatral "Ádóque - Cooperativa de Trabalhadores de Teatro", foi fundada em 1974, tendo-se instalado no antigo Teatro Desmontável Rafael de Oliveira, a sua abertura ocorreu a 23 de setembro de 1974, com a revista "Pides na Grelha".
"O principal objetivo" do Ádóque era "um trabalho inovador na revista e nos espetáculos para crianças", funcionando em regime de autogestão, o que, na área do teatro musicado, foi a primeira vez que aconteceu em Portugal.
Foram fundadores da Companhia, entre outros: Francisco Nicholson (ator, autor e encenador), Mário Alberto (cenógrafo) ou Fernando Lima (coreógrafo).
Fizeram parte desta Companhia atores como: António Montez, Ermelinda Duarte, António Feio, Natália de Sousa, Henriqueta Maia, Rui Mendes, Cremilda Gil, Fátima Severino, Carlos Gonçalves, Amélia Videira, Carlos Queiroz, Leónia Mendes, Maria Dulce, Maria Tavares, Fernando de Oliveira, Helena Isabel, Delfina Cruz, Carlos Ivo, Henrique Viana, Magda Cardoso, Lia Senna, Maria do Céu Guerra, Camacho Costa...
Em 1982, o Teatro encerra após a apresentação da última revista "Tá Entregue á Bicharada", por vontade do presidente da câmara Krus Abecassis que pretendia construir no mesmo espaço, um centro comercial.
Em 2016 foi publicado o livro "Teatro Ádóque 1974-1982", de Luciano Reis. O livro que conta a história do Teatro Ádóque teve prefácio da autoria de Francisco Nicholson.